# أحمس المسمى تورو
كان أحمس المسمى تورو ابن الملك في كوش تحت حكم أمنحتب الأول وتحتمس الأول.
كان أحمس المسمى تورو هو ابن أحمس المسمى سي تايت. سيستمر أحمس نجل تورو المسمى باتجينا في خدمة العائلة المالكة خلال عهدي حتشبسوت وتحتمس الثالث.سيني (ابن الملك في كوش)
خدم أحمس المسمى تورو في عهد الملك أحمس الأول كقائد لبوهين. في وقت لاحق شغل منصب ابن الملك (من المنطقة الجنوبية) في عهد أمنحتب الأول (نقوش في سمنة، أورونارتي). خدم في عهد تحتمس الأول وفقًا لنقوش تعود إلى العامين الأول والثالث. وقد ورد ذكر اسم تورو في نقش في غرب سلسيلا يخص الوزير المستخدم. يعود تاريخ هذا النقش إلى عهد حتشبسوت. قد يكون هذا ذكرًا لنائب الملك بعد وفاته. من الممكن وجود روابط عائلية بين أحمس المسمى تورو و أوسر أمن؛ يظهر تورو وهو يقود بنات الوزير أميثو المسمى أحمس في موكب. (كان أميثو والد أوسر أمن).
يوجد مرسوم تتويج يسجل اعتلاء تحتمس الأول. هذه الوثيقة الفريدة هي مرسوم ملكي صادر في يوم تتويج الملك إلى نائب الملك في كوش، أحمس المسمى تورو، يبلغه عن تولي الملك، ويحدد اللقب الكامل، والاسم الملكي الذي سيستخدم في تقديم القرابين، والاسم الملكي في القسم.
تسجل النقوش في جزيرة سهيل كيف سافر تحتمس الأول جنوبا ووجد قناة سنوسرت الثالث (توقف الشلال الأول).

## دفن
من المحتمل دفن أحمس المسمى تورو في طيبة. تم العثور على تمثال له في الدير البحري كما تم العثور على مخاريط جنائزية في مقبرة طيبة.